# 海軍航空隊 (フランス海軍)
海軍航空隊（フランス語: Franch aviation navale、AVIA）は、フランス海軍の航空隊。約200機の航空機と約6,800人の人員、6つの主要基地、4つの部門から成り、海軍少将が司令官を務め、司令部をトゥーロンに置く。1998年6月19日に哨戒機部隊と合併している。

## 概要
海軍航空隊は以下の4つの部門に分かれる。
- 艦載機部隊
- 哨戒機部隊
- ヘリコプター部隊
- 航空支援部隊

航空母艦艦載機パイロットの初期訓練はフランス空軍のサロン＝ド＝プロヴァンス第701空軍基地およびアメリカ海軍のメリディアン海軍航空基地（en:Naval Air Station Meridian、フロリダ州）での教育訓練に委託している。

## 歴史

### 揺籃期
1909年7月25日、ルイ・ブレリオは英仏海峡の初横断に成功し、1910年3月28日にはアンリ・ファーブルがベール湖で水上機の湖上離水に成功した。
当時の海軍大臣オーギュスト・ブエ・ド・ラペイレール海軍中将は1910年4月にジュール＝ルイ＝マリー・ル・ポール海軍少将 (Jules-Louis-Marie Le Pord) を長に同年7月1日に委員会を設立させた。この委員会が海軍航空隊の起源であるとされる。当時、委員会では熱気球に対して飛行機が有利であると主張した。これに大臣は興味を示し海軍飛行場の設立を認めた。1910年7月に海軍は士官の飛行教育課程をフランス飛行クラブに指定した。8月から操縦士の教育を開始し1911年3月まで続いた。
1911年6月、ルネ・ダブリュイ海軍大佐 (fr:René Daveluy) を指揮官に実験飛行機をまとめるように任せる。そしてモンペリエとフレジュス (fr:Fréjus) に独立した基地を設け3種類の飛行機を与えられる。ダブリュイは1911年12月末に職を辞し、1912年3月20日に代理としてルイ・ファト海軍中佐 (Louis Fatou) が引き継いだ。フレジュス沿岸部に飛行場が完成する。この時期の海軍はわずかに2機の飛行機を有しているのみであった。このためモーリス・ファルマン製複葉機と水上機が届けられた。1912年6月中に水上機母艦「フードル」に水上機10機の装備を目指すも、飛行機は届けられなかった。
その後、ピエール・ル・ブリ海軍参謀総長 (Pierre Le Bris) の梃入れによりニューポール製飛行機への変換が求められる。1914年5月には無線機を装備した水上機12機が海軍演習に参加した。水上機は偵察任務に用いられ、地中海を縦横に飛行した。このころには24人の操縦士の教育を終了し、14機の水上機を要していた。海軍参謀総長は航空部門の本部をパリに設ける必要があるとし、1914年7月10日の命令により、8月1日にジャン・ノエル海軍大佐 (Jean Noël) がこの職に任命される。

### 第一次世界大戦
大戦勃発時、海軍航空隊には水上機母艦「ラ・フードル」を保有していた。水上機部隊は任務拡充のため「ルーアン」（8月2日に接収し地中海で船団護衛）、「パ・ド・カレー」（8月3日に接収しシェルブールを拠点に）、「カンピーナス」（1915年3月8日に接収しスエズ運河で活動）、「ノール」（1915年11月22日に接収しダンケルクを拠点に活動）などに展開した。
1912年には輸送水上機は一般的となり、1913年にかけて1915年に巡洋艦と戦艦に搭載することを検討した。1918年にフランス代表団はイギリス海軍の航空隊を訪問する。数週間後、複葉機2機種を戦艦「パリ」と「クルーベ」の主砲塔上部にプラットフォームを設けて発艦させることを計画した。1918年10月25日、ジョルジュ・ギエル中尉 (Georges Guierre) の操縦による飛行が成功した。11月9日にも海軍士官候補生の操縦により試みられるが失敗し、翌日にはプラットフォームは撤去された。

### 戦間期
大戦後、多くの航空機が解体され陸上基地も7つに削減された。しかし、戦間期には多くの任務を検証した。制空戦闘、船団護衛、沿岸警備、敵基地攻撃、対潜作戦などの可能性を追求していたが、アンリ・ド・レスキャリ海軍中佐 (Henri de l'Escaille) の訴えも虚しく海軍上層部は無関心であった。既に雷撃機が登場し、艦艇攻撃の手段が多様化しつつあった。
1920年には航空母艦「ベアルン」が進水し、アンリオ製やニューポール製航空機が装備された。1925年にフランス代表団はイギリスを訪問し、航空母艦「アーガス」での連続発艦を見学した。これを見た派遣団員は「ベアルン」の2番計画艦「ノルマンディー」の改装の必要を感じた。1920年1月1日の海軍計画では2隻の航空母艦と2個航空隊の整備が決定された。この野心的な計画は予算上の問題を抱かえていた。
1922年4月18日にワシントン海軍軍縮条約が調印された。フランスは仮想敵国をイタリアに定めていたが、大西洋側にも戦力を振り向けなければならなかった。このためフランスはイタリアより一回り大きい艦隊を保有する必要があるとした。アメリカとイギリスに対して同等の排水量を求め、「ベアルン」に対する性急な制限を認めなかった。条約調印後、海軍は少数の水上機で満足しつつ5年の歳月が流れた。1925年にはフランス初の艦載機シリーズであるルヴァッソール PL.4 (Levasseur PL.4) が「ベアルン」で初運用された。7C3飛行中隊と6C3飛行中隊はドヴォワティーヌ D.1C1.戦闘機を受領する。植民地通報艦「アミラル・シャルネ」や「リゴー・ド・ジュヌイイー」、ブーゲンヴィル級通報艦や戦艦「ストラスブール」などには圧縮空気式カタパルトを装備し、水上機を標準装備化させていた。空母は「ベアルン」を試験艦的に位置づけ、新たにジョッフル級航空母艦を建造し2隻を整備する計画であった。
また、1928年9月に各省ごとに分かれていた航空行政部門を統一するため大統領令が発令され、海軍航空に関する権限は同年10月2日に新設された航空省に移管されるが、1933年6月に艦載機部隊と海軍航空に必要な部隊の権限は海軍に復帰する。

### 第二次世界大戦
1940年6月の休戦以降、艦隊は港に係留された。6月3日、フランス銀行に保管されていた金を「エミール・ベルタン」に積載しマルティニークに移送するため準備を開始、6月7日に出港する。
一方、自由フランス軍に編入された「ベアルン」は1943年から航空機輸送任務に就いた。航空機はレンドリース法に基づきアメリカ製が多数援助された。

### 終戦直後
戦争は終結したが海軍が受けた傷跡は大きかった。トゥーロン自沈事件で艦艇の多くを失い、自由フランス海軍に供された艦艇も小型艦や戦時量産艦艇など雑多な状態であり、新型空母は1945年1月に移管された護衛空母「ディズミュド」のみで、未成戦艦「ジャン・バール」を空母に改装する案もあったが、4億フランの費用が必要と見積もられ断念した。ジョッフル級航空母艦は建造中止されており、「ベアルン」は旧式化が明白であった。海軍は新所要量として、空母6隻、戦艦3隻、巡洋艦12隻、駆逐艦40隻の整備を検討したが、財政上の問題が多く達成は困難と見られた。
このような中で、1946年にイギリス海軍から空母「コロッサス」の貸与を受け「アローマンシュ」として運用を開始した。

### インドシナ戦争
極東では日本の降伏後。フランス領インドシナの再占領を急ぐ必要があった。空母「ベアルン」はインドシナへの航空機輸送の任務に就いた。
1947年、フランス領インドシナの情勢は不穏となり、11月にベトミンと交戦するに至った。当時インドシナで活動中であった「ディズミュド」は早速戦闘に投入された。「アローマンシュ」は1948年から1949年にかけて3ヶ月間展開し、「ボア・ベロー」と交代した。「ラファイエット」もインドシナ戦争に投入された。
ディエンビエンフーの戦いでも陸上部隊を支援すべく近接航空支援を行うも効果は薄かった。

### スエズ動乱
1956年7月にエジプトのナセル大佐は一方的にスエズ運河の国営化を宣言した。これに対しイギリス、フランスおよびイスラエルは軍事介入を決定し、第二次中東戦争が勃発した。海軍は8月25日に47隻から成る介入海軍部隊 (FNI) を編成し「アローマンシュ」（コルセア14機、アヴェンジャー10機）と「ラファイエット」（コルセア26機）を基幹とした。10月30日、イギリスとフランスはエジプトに最後通牒を通知する。10月31日にはマスケッター作戦を開始し、11月1日から爆撃を開始した。しかし、アレクサンドリア港に滞在していたアメリカ第6艦隊の存在があり、行動に支障をきたした。アレキサンドリア近郊の飛行場にはエジプト軍のMiG-15やIl-28戦闘機が配備されていた。11月3日にキプロスを拠点にF-84のような陸上戦闘機などを展開させ、カイロ方面へ攻撃の足がかりにしていた。11月5日、ポートサイドへの攻撃が開始され第2植民地落下傘連隊や第1外人落下傘連隊への近接航空支援を実施する。戦闘間にはヘリコプターによる負傷者の救援にも従事した。

### アルジェリア戦争
既にアルジェリアに展開していた海軍航空隊は騒乱当初から警戒任務に就いた。オラン郊外のラルティーグ海軍航空基地やモロッコのポール・リョーテ海軍航空基地から第21F、第22F、第23F海軍航空隊がロッキード P-2を用いて海上哨戒任務に就いた。海岸沿いに警戒監視し、武器密輸を阻止する。第28F海軍航空隊は当初チュニジア・ビゼルトのカロウバ海軍航空基地を拠点にコンソリデーテッド PB4Y-2で哨戒任務に就いた。
空母艦載機部隊は「アローマンシュ」、「ラファイエット」が参加しパイアセッキ HUP-2Sやシコルスキー R-5を運用した。
騒乱初期にシコルスキー S-55を装備する第10F海軍航空隊を派遣し、陸軍軽航空隊 (ALAT) と協同で輸送任務に就いた。1956年6月4日にシコルスキー H-21を陸軍軽航空隊に分権しセティフで陸軍の下で作戦した。
1956年8月1日に第31F海軍航空隊が編成された。この部隊は当初からヘリコプター化されていた。S-55とH-21は第31Fと第33F海軍航空隊で運用された。第31Fと第33F隷下の20番台の飛行中隊はそれぞれ1956年に新型機に更新されている。

### 冷戦後期
シャルル・ド・ゴール大統領の指導の下、フランスは第五共和政に移行し、アルジェリア戦争は国内の混乱を経て終息させた。フランス海軍は大規模な再編成に臨んだ。
1961年に新型空母「クレマンソー」が就役し、1963年には2番艦の「フォッシュ」が就役、新型艦載機エタンダールシリーズが開発された。1962年にエタンダールIV (航空機)が運用開始、戦闘機チャンスボート F-8クルセイダーも同時期に導入される。これについてはアメリカ合衆国側は有利な条件を提示したが、当時の国防大臣ピエール・メスメルは統合参謀総長シャルル・アイユレ陸軍大将から、空軍と競合するため予算配分が困難であるとの懸念を伝えていた。軍首脳部は空母の有効性について懐疑的であり、財務省も外貨流出を伴う購入計画よりも新型フリゲートの建造を望んだ。これに対しマルセル・ダッソーはフランス航空業界を危機に晒すとして代替案を出した。ジョルジュ・カバニエ海軍参謀総長は艦載機操縦士派と水上艦派の板ばさみ状態であった。ド・ゴール大統領も介入するに至り、1963年にフロリダ州にあるセシルフィールド海軍航空基地に要員を研修に出し、1964年にフリゲート新造は中止となりF-8Eとして特別版42機を調達することになる。最初の13機は「アローマンシュ」で輸送され1964年11月4日にサン・ナゼールに到着した。残りの29機は翌1965年1月から2月にかけてノーフォークから「フォッシュ」に積まれてやってきた。
1965年、空母航空隊の規模は縮小される。これはアメリカ製新型機の購入の影響であり、機体の改修やエレベーターの改良がその要因であった。その後新型機は第12Fと第14F海軍航空隊に装備された。
ヘリコプター部隊も新型機への更新が進み、シュド アルーエトIIIが導入された。これはアルジェリア戦争に投入されることを期待しての開発であったが、実戦配備は遅れて戦後に導入される結果となる。
アルジェリアからの撤退に伴い、1964年から1966年にかけて海軍はフランス領ポリネシアにパペーテの本部を含む100以上の建築物を建設した。核実験は南太平洋のムルロア環礁などで実施されることになり、警備や輸送などに海軍航空隊は関わってゆく。
1987年から13ヶ月間にわたりイラン・イラク戦争時のタンカー戦争に対応するためペルシャ湾へ船団護衛に出動し、1990年には湾岸危機に出動した。

### ポスト冷戦
冷戦崩壊以降、海軍の規模は縮小傾向にある。1998年のコソボ紛争では「フォッシュ」の艦載機部隊が空爆任務に就いた。
1999年から2000年にかけて海軍航空隊はいくつかの部隊が解散され規模が縮小される。
21世紀になり、2001年5月にフランス海軍初の原子力空母「シャルル・ド・ゴール」が就役する。同年9月11日にアメリカ同時多発テロ事件が発生、フランス政府はアメリカ政府と足並みを揃えアルカーイダ指導部が潜伏しているとみられるアフガニスタンへの攻撃の準備をする。
2001年末に不朽の自由作戦への参加が決まりインド洋へ空母戦闘群が派遣される。翌2002年からアフガニスタン空爆を開始する。
2019年、それまでAS 565ヘリコプターを装備していた第36F飛行隊が、フランス海軍初の艦載UAV飛行隊に指定された。装備機はシーベル社製のカムコプター S100。

## 基地と部隊編成
2009年時点における状況。カッコ内は任務。今日では基地司令は大佐、航空隊司令は少佐が充てられている。
- ランディヴィジオ海軍航空基地
  - 第12F海軍航空隊(要撃・攻撃)
  - 第17F海軍航空隊(捜索・爆撃)
  - 第57S飛行中隊(練習・輸送)

- ランヴェオック＝プルミック海軍航空基地
  - 第32F海軍航空隊(捜索救難)
  - 第34F海軍航空隊(対潜戦)
  - 第22S飛行中隊(教育・訓練)
  - 第50S飛行中隊(教育・訓練)
  - 海軍航空捜索救難訓練センター
  - ランヴェオック＝プルミック教育訓練センター

- ラン＝ビウエ海軍航空基地
  - 第4F海軍航空隊(早期警戒管制)
  - 第23F海軍航空隊(海洋哨戒)
  - 第24F海軍航空隊(海洋哨戒)

- ニーム＝ギャロン海軍航空基地
  - 第21F海軍航空隊(海洋哨戒)
  - 第28F海軍航空隊(海洋哨戒)

- ディエール・ル・パリヴェストル海軍航空基地
  - 第31F海軍航空隊(対潜戦)
  - 第35F海軍航空隊(捜索救難)
  - 第36F海軍航空隊(法執行活動)

- ラ・トントゥータ海軍航空基地
  - トントゥータ海外輸送飛行中隊

### 過去に存在した部隊
- 第12S飛行中隊(海洋監視)
- 第20S飛行中隊(捜索救難)
- 第23S飛行中隊(捜索救難)
- 第27S飛行中隊(輸送)
- 第2S飛行中隊(海洋監視)
- 第33F海軍航空隊(捜索救難)
- 第55S飛行中隊(教育・訓練)
- 第9F海軍航空隊(監視)
- 第9S飛行中隊(海洋監視)

## 装備
- ラファールM × 42機（最終的に60機）
- ダッソー ファルコン 10M × 6機
- ダッソー ファルコン 50M × 8機
- ブレゲー アトランティック2 × 22機
- グラマン E-2C ホークアイ × 3機
- エンブラエル EMB 121 × 11機
- ミュドリ CAP 10B × 7機
- ユーロコプター AS 565MA パンテル × 16機
- ユーロコプター AS 565 パンテル（AS 365 ドーファン） × 15機
- NHインダストリーズ NFH 90 × 27機